# Коломбера (Бреша)
Коломбера је насеље у Италији у округу Бреша, региону Ломбардија.
Према процени из 2011. у насељу је живело 52 становника. Насеље се налази на надморској висини од 144 м.